# Naturschutzgebiet Auschachen
Das Naturschutzgebiet «Auschachen» ist ein Schutzgebiet an der Aare im Schweizer Kanton Aargau. Das seit 2001 als Amphibienlaichgebiet von nationaler Bedeutung bestimmte Areal ist als Objekt der IUCN-Kategorie IV in der Weltdatenbank geschützter Gebiete registriert.
Das Reservat ist ein Abschnitt der Flusslandschaft «Wasserschloss der Schweiz», zu deren Schutz seit 1989 mehrere sich ergänzende staatliche Verordnungen in Kraft gesetzt wurden. Ein grosser Teil des Amphibienschutzgebiets liegt zusammen mit einigen anschliessenden Flächen an der Aare im kantonalen Naturwaldreservat «Auschachen».

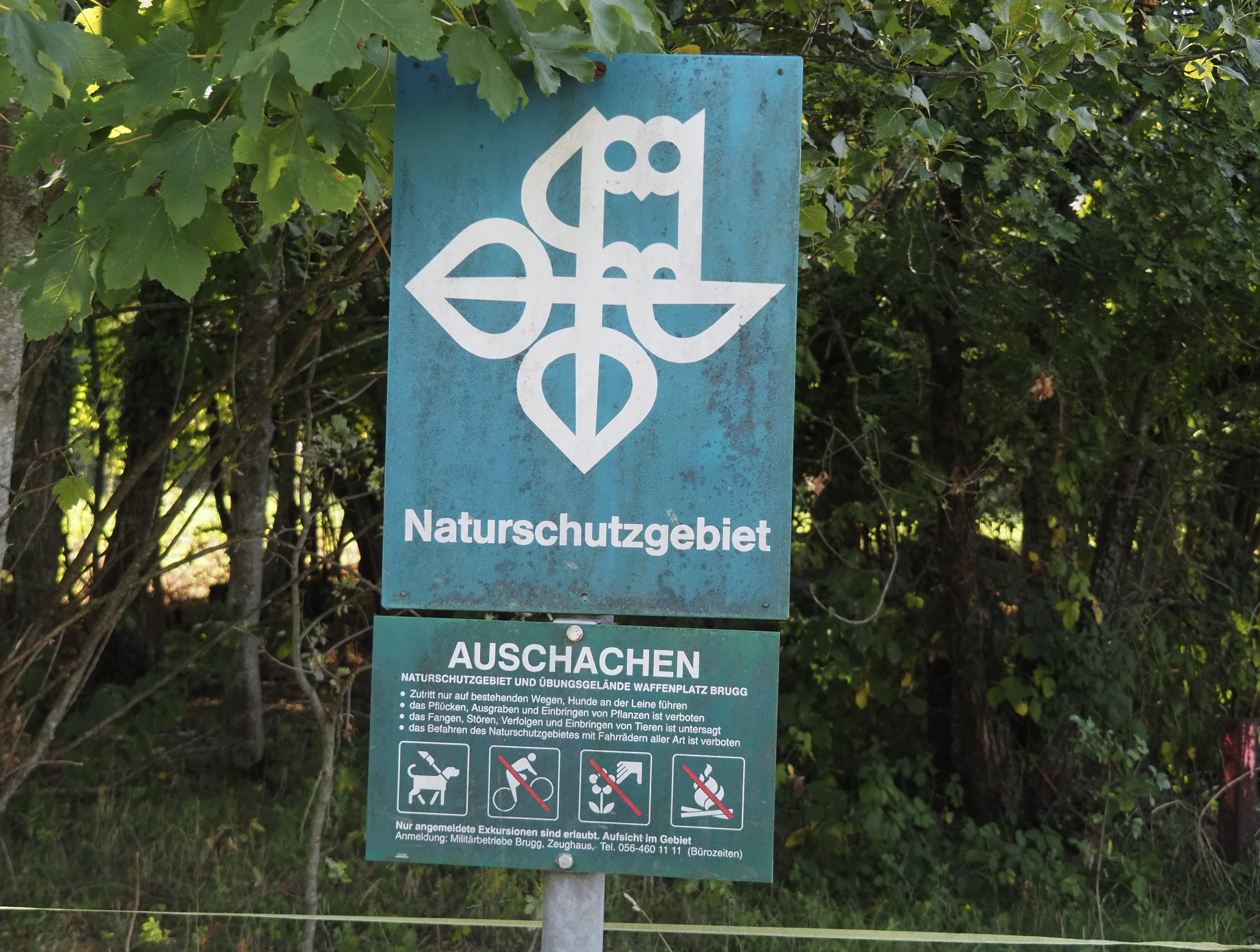
Informationstafel

## Naturlandschaft
Das Amphibienreservat erstreckt sich über eine Fläche von etwa 19 Hektaren am Ufergebiet links der Aare bei Brugg und über eine kleine Stelle der Insel «Geissenschachen» auf dem Gemeindegebiet von Windisch. Der Landstreifen bildet den westlichen Rand des Flussgebiets, in welchem die Aare auf der gegenüberliegenden Seite kurz nacheinander die Reuss und die Limmat – und somit ihre beiden grössten Nebenflüsse – aufnimmt. Das etwa zwei Kilometer lange, zwischen 100 und 200 Meter breite Schachenland an der Aare liegt auf etwa 330 m ü. M. In der Nähe von Brugg umfasst es eine offene Landschaft mit Feuchtgebieten und künstlich angelegten Amphibientümpeln.
Die geschützte Fläche mit dem Schachenwald befindet sich östlich von Brugg in der Flussniederung neben der etwas höheren Schotterterrasse mit dem Flurnamen «Au». Das «Aufeld» ist das grösste, heute noch landwirtschaftlich genutzte Areal von Brugg; es wird vom Betrieb «Auhof» bewirtschaftet. Früher nannte man diesen Flurbereich auch «Untere Au», «Auzelg» oder «Auhoffeld». Eine ausgedehnte Parzelle in der Ebene wird von der Schweizer Armee als Abstellplatz für Fahrzeuge und Arbeitsort des Waffenplatzes Brugg genutzt. Die «Militärstrasse» grenzt den Naturraum «Auschachen» vom Kulturland ab.

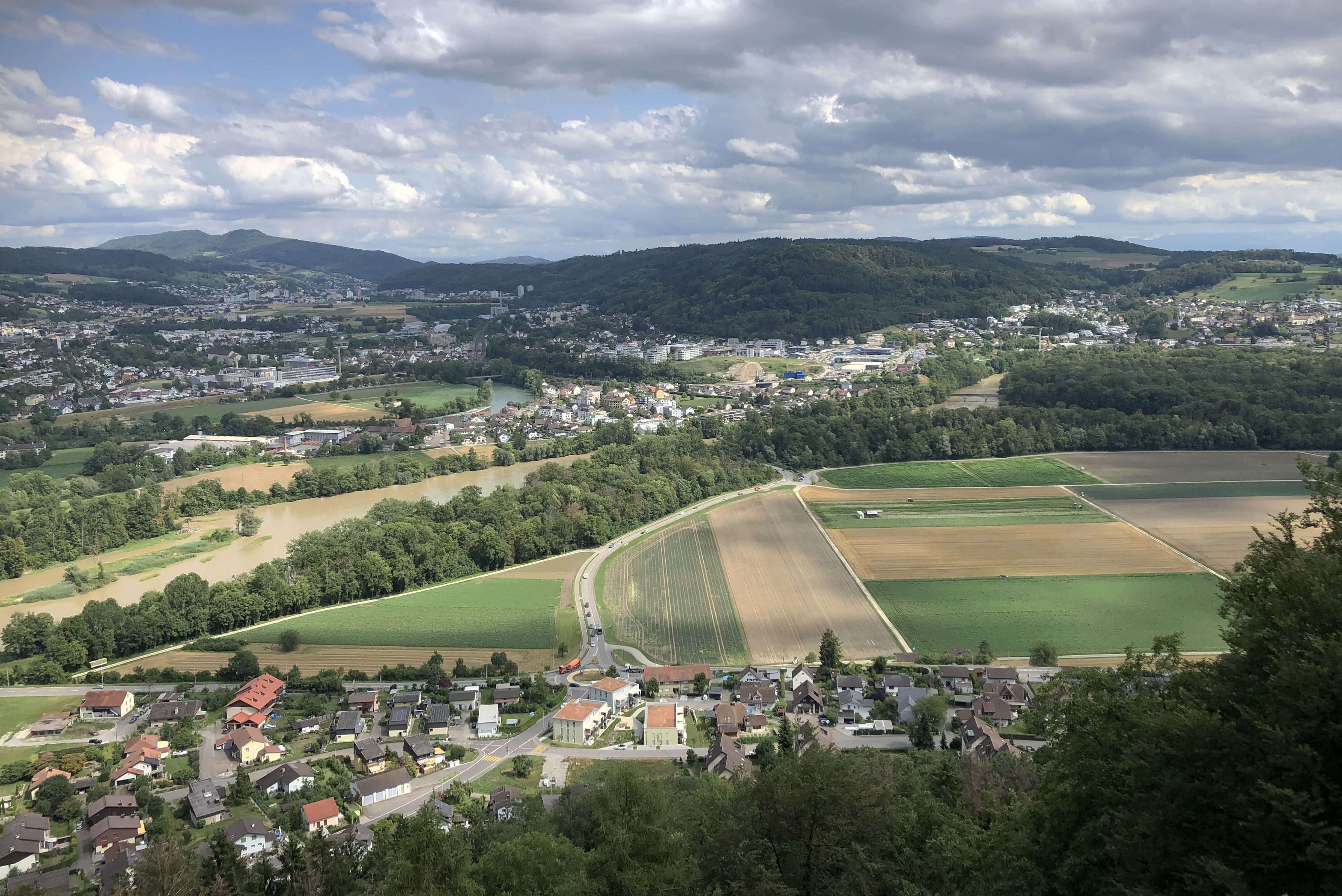
Blick von Nordwesten auf das Aufeld und den Wald im Schutzgebiet

Der Ortsname «Au» kommt im deutschen Sprachgebiet bei zahlreichen Ortschaften vor, die meistens in der Nähe von Gewässern, also in einer Flussaue, liegen. Als «Schache» bezeichnet man in der Deutschschweiz traditionell das Land in Flussniederungen, das bei Hochwasser oft überschwemmt wird, mit Auwald bestockt ist und sich für eine intensive landwirtschaftliche Nutzung kaum eignet. Der Flurname «Auschachen» ist auch noch an einem anderen Abschnitt des Aaretals oberhalb von Brugg zu finden.

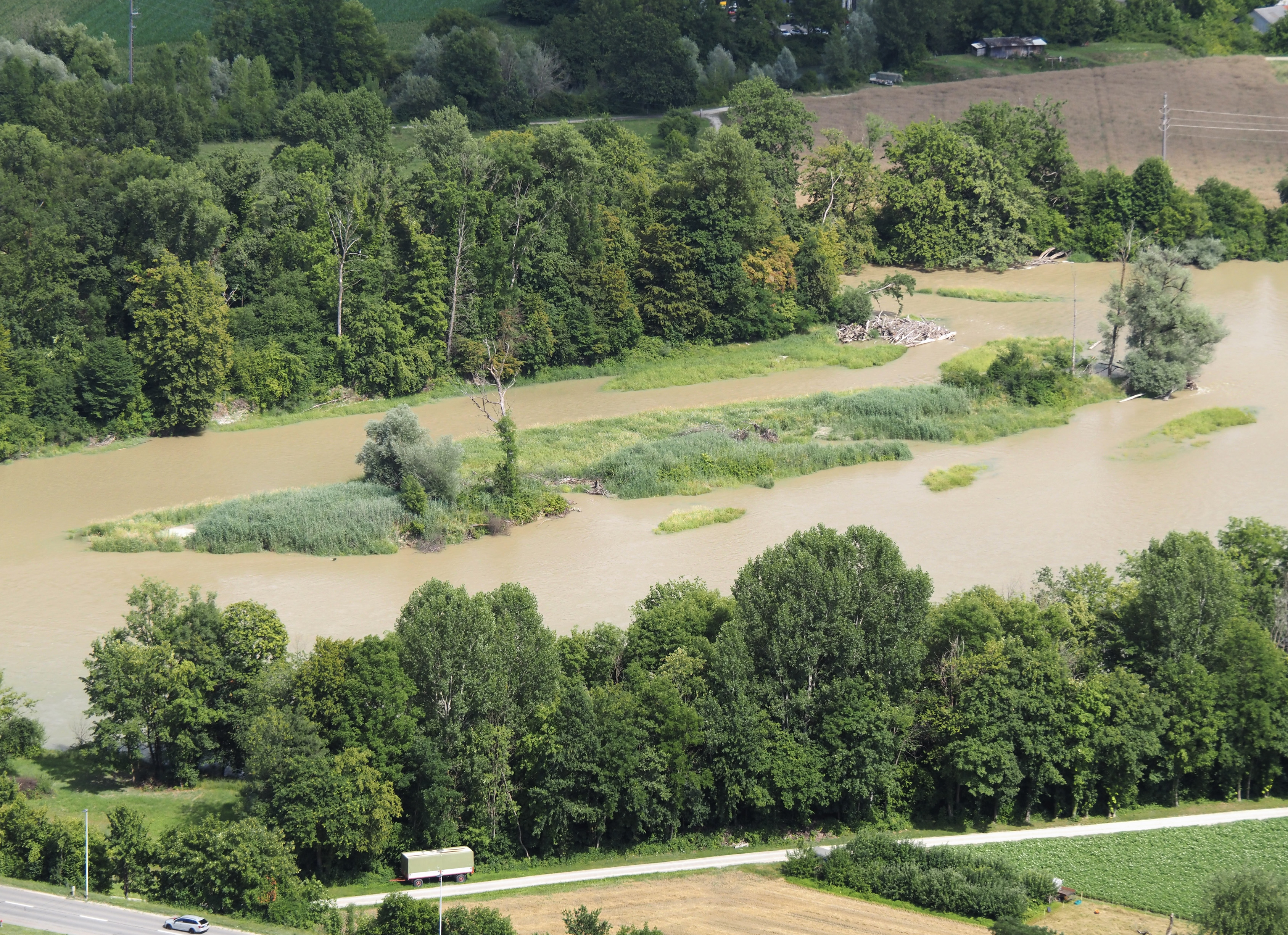
Nördlicher Teil des Schutzgebiets und Aareinsel

Ein verlandeter Seitenarm der Aare wurde bei der Revitalisierung der Auenlandschaft wieder ausgebaggert; er zieht sich über fast einen Kilometer durch den Auwald; die Vogelsangbrücke der Nebenstrasse von Lauffohr nach Turgi überquert den Graben und die Aare. Eine Rohrbrücke mit einem Fussgängersteg überquert die Aare vom Pumpwerk Auhof im Auschachen zur regionalen Kläranlage «ARA Wasserschloss» im Gebiet «Aareschache» bei Windisch. Über die Brücke gelangt auch das Abwasser aus Untersiggenthal und Turgi in das Klärwerk. Dem Aareufer folgt ein Fussweg durch das Schutzgebiet. Der Pfad führt mit Brücken auf die Flussinseln im Auwald.
Auf der anderen Seite der Aare liegen weitere Schutzgebiete: das Amphibienlaichgebiet «Windischer Schachen» im Süden und das Naturschutzgebiet Limmatspitz im Osten. Sie alle bilden Teile des Landschaftsschutzgebiets «Wasserschloss der Schweiz» und eines Auengebiets von nationaler Bedeutung. Mehrere Kilometer flussaufwärts umfasst das Naturschutzgebiet Umiker Schachen-Stierenhölzli eine andere grosse Auenlandschaft an der Aare. Im «Wasserschloss» hat der Kanton Aargau auf einer Fläche von 31 Hektaren ein Naturwaldreservat festgelegt, das ebenfalls als «Auschachen» bezeichnet wird und sich neben dem hier beschriebenen Amphibienlaichgebiet noch über Gebiete am rechten Ufer der Aare und auf der Aareinsel bei Lauffohr erstreckt. Die Flusslandschaft im «Wasserschloss» ist ein zentraler Teil des «Auenschutzparks Aargau».

## Natur

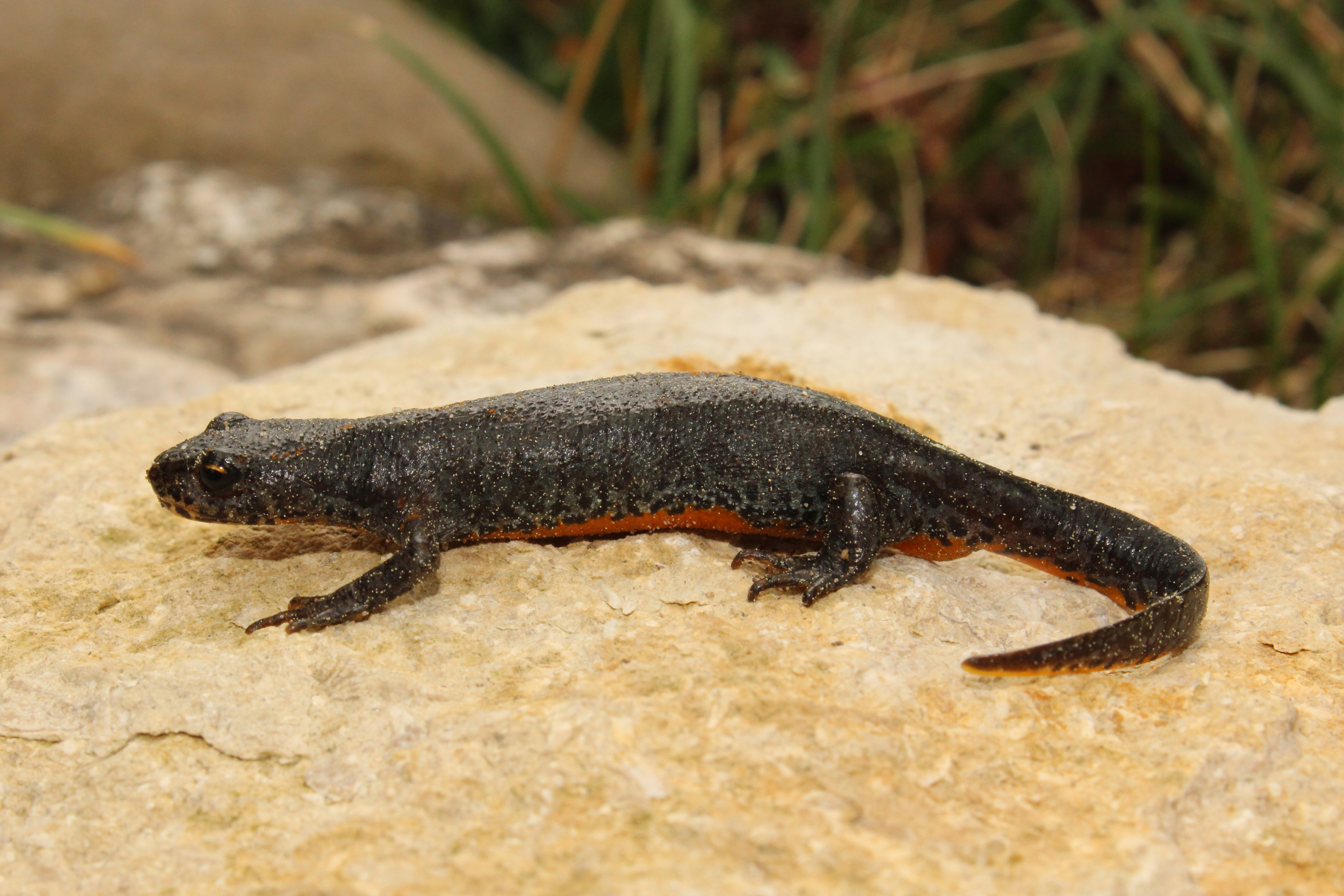
Bergmolch

Die Bedeutung der Auwälder an der Aare ist seit den Publikationen des Aargauer Naturwissenschaftlers und Politikers Rudolf Siegrist gut bekannt. In mehreren Flussabschnitten sind Gebiete mit sonst in der Schweiz selten gewordenen Pflanzengesellschaften erhalten geblieben. Der Silberweiden-Auwald ist in der Schweiz nur noch auf wenigen Abschnitten an der Aare vorhanden.
Im Auschachen blühen mehrere in der Schweiz sehr selten gewordene Pflanzen, von denen einige in der Roten Liste gefährdeter Arten aufgeführt sind. An den Wasserflächen kommt die seltene Schwanenblume, eine typische Pflanze an Auengewässern, vor. Eine andere Blütenpflanze in der Aue ist das Seifenkraut.
Die Flussauen wie im «Auschachen» mit einer reichen Flora und mit Feuchtgebieten sind als Lebensraum für Vögel, Libellen und andere Insekten, Reptilien und Amphibien wichtig. Im «Wasserschloss» bestimmten die Naturschutzorganisationen, die sich schon früh im 20. Jahrhundert für die Erhaltung des Naturraumes einsetzten, Populationen und Laichgebiete mehrerer Arten. Diese Fachinformationen sind in die Grundlagen des nationalen Amphibienschutzgebiets übernommen worden. Das «Wasserschloss» ist nach dem Naturraum im Reusstal das wichtigste Amphibienlaichgebiet im Kanton Aargau.
Im Schutzgebiet bei Brugg kommen gemäss dem vom Aargauischen Bund für Naturschutz 1979 zusammengestellten Amphibieninventar Aargau der Kammmolch (Triturus cristatus), der Bergmolch (Ichthyosaura alpestris), der Fadenmolch (Lissotriton helveticus), die Gelbbauchunke (Bombina variegata), die Erdkröte (Bufo Bufo), der Grasfrosch (Rana temporaria), die Kreuzkröte (Epidalea calamita), der Laubfrosch (Hyla arborea) und der Wasserfrosch (pelophylax sp.) vor. Die meisten dieser Arten gelten in der Schweiz als gefährdet.

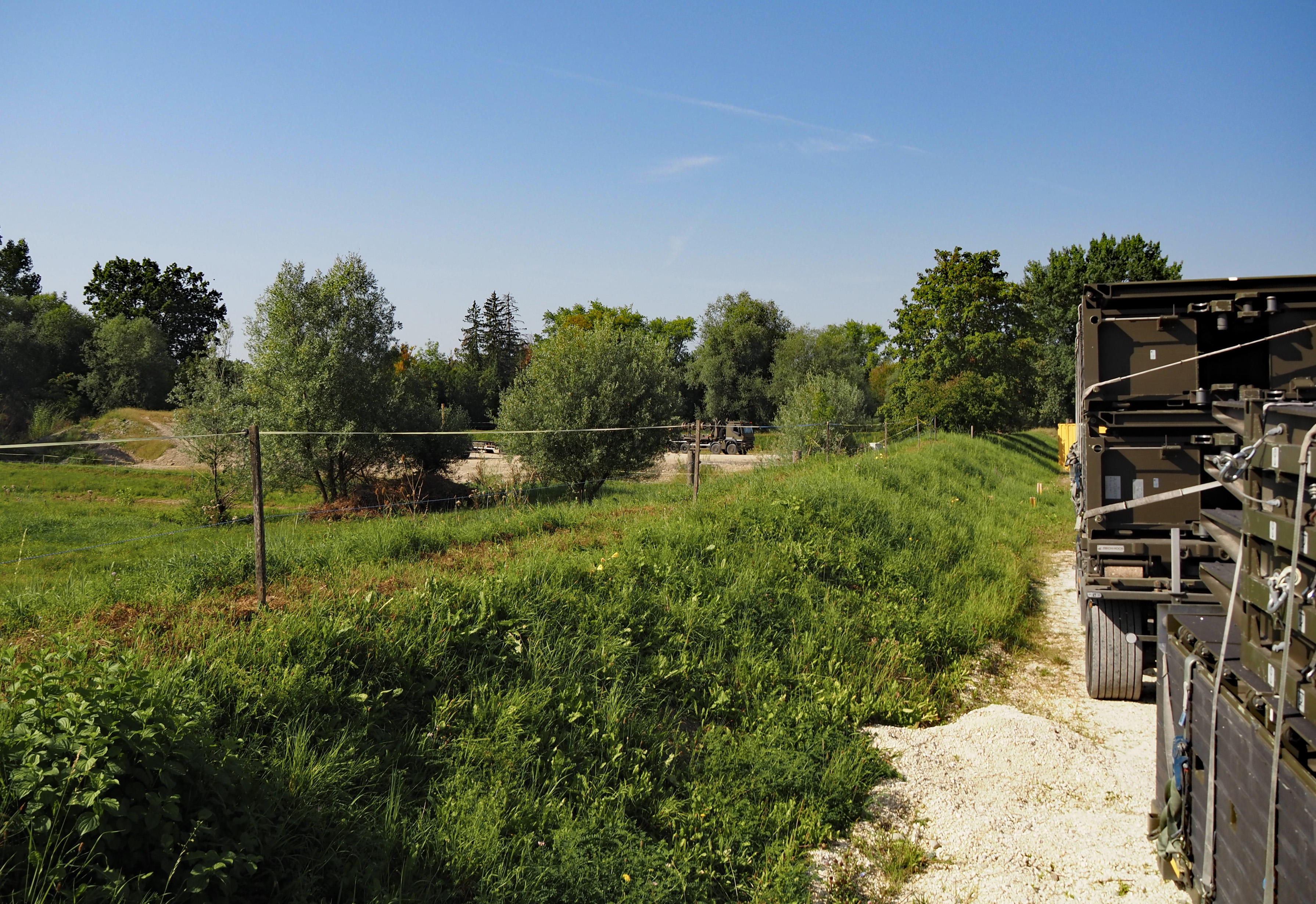
Räumliche Trennung des Biotops vom militärischen Ausbildungsgelände

Als Laichzone gewisser Amphibienarten bieten die von den Genietruppen der Schweizer Armee gelegentlich mit schweren Fahrzeugen genutzten Übungsplätze geeignete Bedingungen. Die Armee koordiniert ihre Ausbildungsprogramme mit dem Kanton Aargau, der für die Pflege des Naturschutzgebiets zuständig ist. In einem Randbereich des Waffenplatzes an der Aare wurde der Wald gerodet, und die Ausbildung der militärischen Baumaschinenführer findet in dieser Zone immer wieder auf anderen Arbeitsplätzen statt, so dass die entstandenen Fahrspuren und Vertiefungen für längere Zeit den Amphibien und Pionierpflanzen überlassen werden. Auch am unteren Ende des Schutzgebiets liegen bei Lauffohr kleine, künstlich geschaffene Weiher.

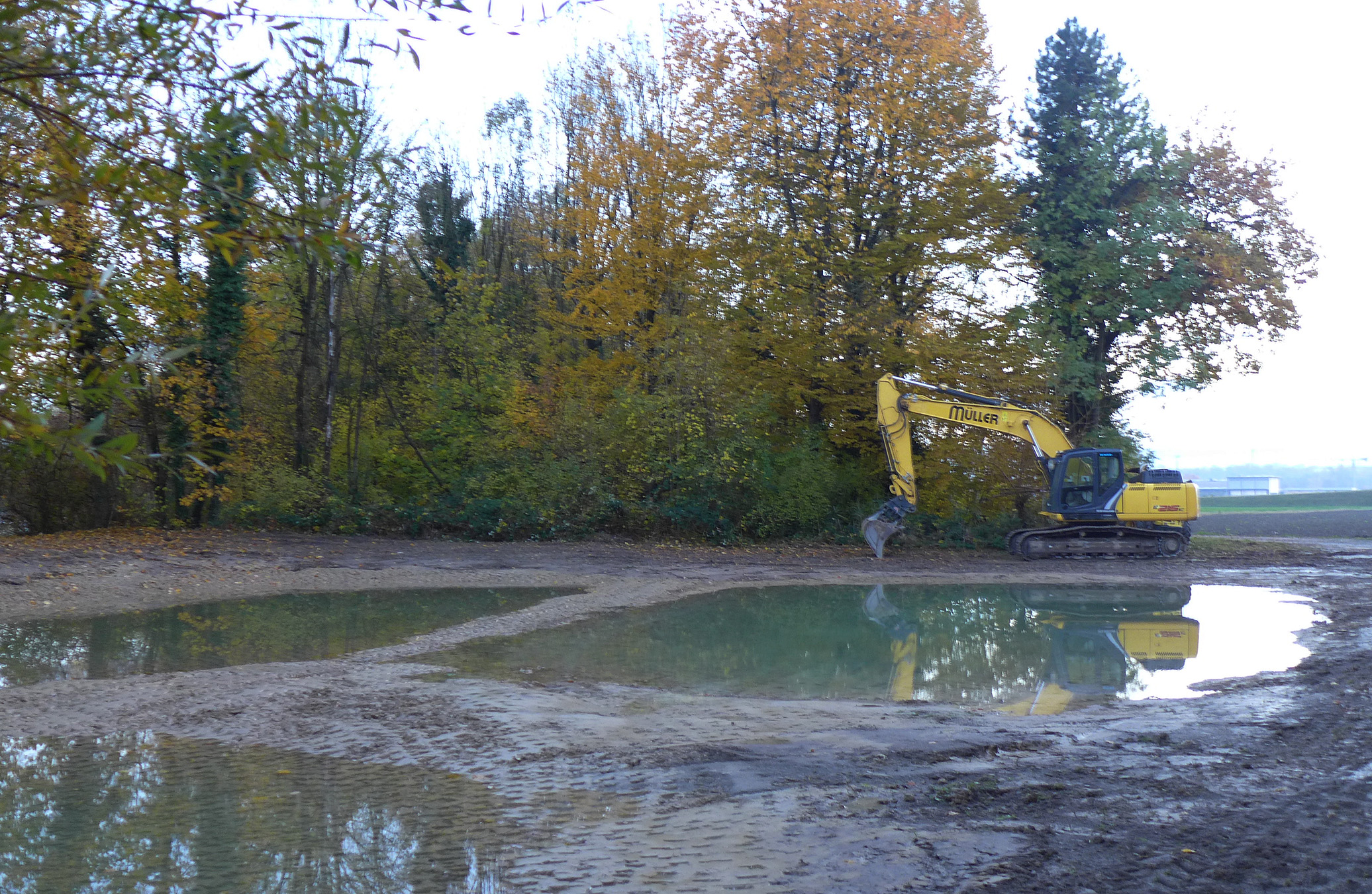
Neue Amphibienweiher

## Schutzziel
Für das Gebiet «Auschachen» besteht das wichtigste Schutzziel gemäss der Zweckbestimmung des Bundesinventars im Artenschutz der dort lebenden Amphibien. Zu diesem Zweck ist die Erhaltung der Auenlandschaft mit dem natürlichen Auwald und das Offenhalten der Flachgewässer nötig.